# Kosac
Kosac (Crex crex) ptica je selica koja se razmnožava na vlažnim travnjacima, pašnjacima i livadama na području Euroazije, dok zimu provodi u jugoistočnoj Africi. Ime je dobila po karakterističnom glasanju koje podsjeća na oštrenje kose.

## Opis
Odrasla ptica velika je od 22 do 25 cm s rasponom krila između 46 i 53 cm. Doseže težinu između 125 i 210 g. Hrani se prvenstveno kukcima, ali i malim žabama i kišnim glistama.
Iako je u ukupnosti svog staništa kosac česta ptica, u Europi je ugrožena vrsta. Procjene govore, da se njihov broj u Europi u zadnjih dvadesetak godina smanjio za polovicu. Uzrok tomu je prije svega promjena u načinu gospodarenja pašnjacima i livadama za kosidbu na kojima se razmnožavaju. S jedne strane zapuštanjem pašnjaka i livada dolazi do širenja grmlja i šikare koji nisu pogodni za njihovo gnježđenje, dok s druge strane prerana kosidba (tijekom lipnja) uništava gnjezda te jaja i neodrasle ptiće, dok preživjeli ostaju bez zaklona.

## Rasprostranjenost

### Rasprostranjenost u Hrvatskoj
Staništa kosca u Hrvatskoj su livade i močvarni pašnjaci uz rijeku Savu (uključujući Turopolje, Lonjsko i Mokro polje), Dravu i Dunav te područje uz rijeku Kupu. Kosac se u Bosni i Hercegovini gnijezdi na području Dabarskog i Livanjskog polja.

## Vanjske poveznice
- http://lonjsko-polje.com/fauna/ptice/kosac  Arhivirana inačica izvorne stranice od 12. lipnja 2011. (Wayback Machine)

### Sestrinski projekti
|  | Zajednički poslužitelj ima stranicu o temi Crex crex    |
|  | Zajednički poslužitelj ima još gradiva o temi Crex crex |
|  | Wikivrste imaju podatke o taksonu Crex crex             |